# Johann Evangelist Müller
Johann Evangelist Erich Müller, auch Johannes Erik Müller (* 14. November 1877 in Gründholm, Gemeinde Reichertshausen, Deutschland; † 5. April 1965 in Markt Indersdorf) war der erste römisch-katholische Bischof des Bistums Stockholm nach der Reformation.

## Leben
Johann Evangelist Müller wurde am 14. November 1877 im bayerischen Ort Gründholm geboren. Von 1890 bis 1894 besuchte er das Knabenseminar in Scheyern, bevor er das Philosophie- und Theologiestudium in Freising aufnahm. Johann Evangelist Müller wurde am 29. Juni 1903 zum Priester geweiht. Ab Oktober 1903 war er Präfekt des Priesterseminars Freising. Sein Promotionsstudium leistete er von 1908 bis 1911 an der päpstlichen Universität Gregoriana in Rom ab; zeitweilig war er während seines Aufenthaltes in Rom Vizerektor des Päpstlichen Instituts Santa Maria dell’Anima. Ab 1911 war er als Priester in der Erzdiözese München und Freising tätig, unter anderem in der Organisation des katholischen Jugendfürsorgevereins. 1919 ernannte ihn der Münchener Erzbischof, Kardinal Michael von Faulhaber zum Domkapitular in München.

### Apostolischer Vikar von Schweden
Am 9. Oktober 1922 wurde er von Papst Pius XI. (1922–1939) zum Apostolischen Vikar von Schweden berufen und gleichzeitig zum Titularbischof von Lorea ernannt. Am 7. Januar 1923 spendete ihm, stellvertretend für den erkrankten Kardinal Faulhaber, der Apostolische Nuntius in München und spätere Papst Pius XII. (1939–1958) Eugenio Pacelli, die Bischofsweihe; Mitkonsekratoren waren Alois Hartl, Weihbischof  im Erzbistum München und Freising, und Johann Baptist Hierl, Weihbischof im Bistum Regensburg. Bei der Bischofsweihe nahm er als Ausdruck der Reverenz gegenüber König Erik dem Heiligen den zusätzlichen Namen Erik an.
1943 wurde Bischof Müller, in Anerkennung seiner Verdienste, von Pius XII. der Titel eines Päpstlichen Thronassistenten verliehen. 1947 war er Mitkonsekrator bei der Weihe von Johannes Neuhäusler zum Titularbischof von Calydon, der zum Weihbischof im Erzbistum München und Freising ernannt worden war.
Johann Evangelist Müller nahm tiefgreifende Strukturreformen in dem Apostolischen Vikariat vor. Die Zahl der katholischen Pfarreien in Schweden stieg von 5 auf 19. Um die Geldnot seiner Diasporadiözese zu mildern, unternahm er ab 1925 zahlreiche Bettelreisen nach Bayern, in die Niederlande und in die Schweiz.

### Bischof von Stockholm

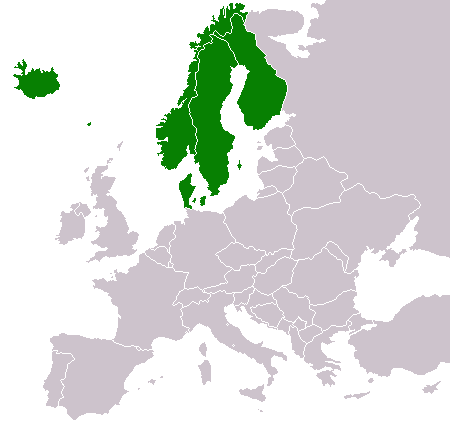
Nordische Länder

Nach der Umstrukturierung des Apostolischen Vikariats Schweden in das Bistum Stockholm ernannte ihn Papst Pius XII. am 29. Juni 1953 zum ersten Bischof des Bistums. Am 1. August 1957 versetzte ihn der Heilige Vater in den altersgemäßen Ruhestand und ernannte ihn zum Titularerzbischof von Pompeiopolis in Cilicia.
Zu Beginn seiner pastoralen Tätigkeit lebten in Schweden 4000 Katholiken, die von zehn Pfarrern betreut wurden. Als er 1957 in den Ruhestand ging, war das Bistum auf 26.000 Katholiken und 60 Priester angewachsen. Im Erzbistum München gab er die entscheidenden Impulse zur Gründung eines St. Ansgar-Werkes, damit gelang es ihm, finanzielle Mittel und personelle Unterstützung nach Skandinavien zu holen.
Bischof Müller war Initiator für eine Nordische Bischofskonferenz (NBK). Im Mai 1923 wurde die erste Nordische Bischofskonferenz abgehalten. An ihr nahmen neben Bischof Müller die Apostolischen Vikare von Dänemark und Norwegen teil.

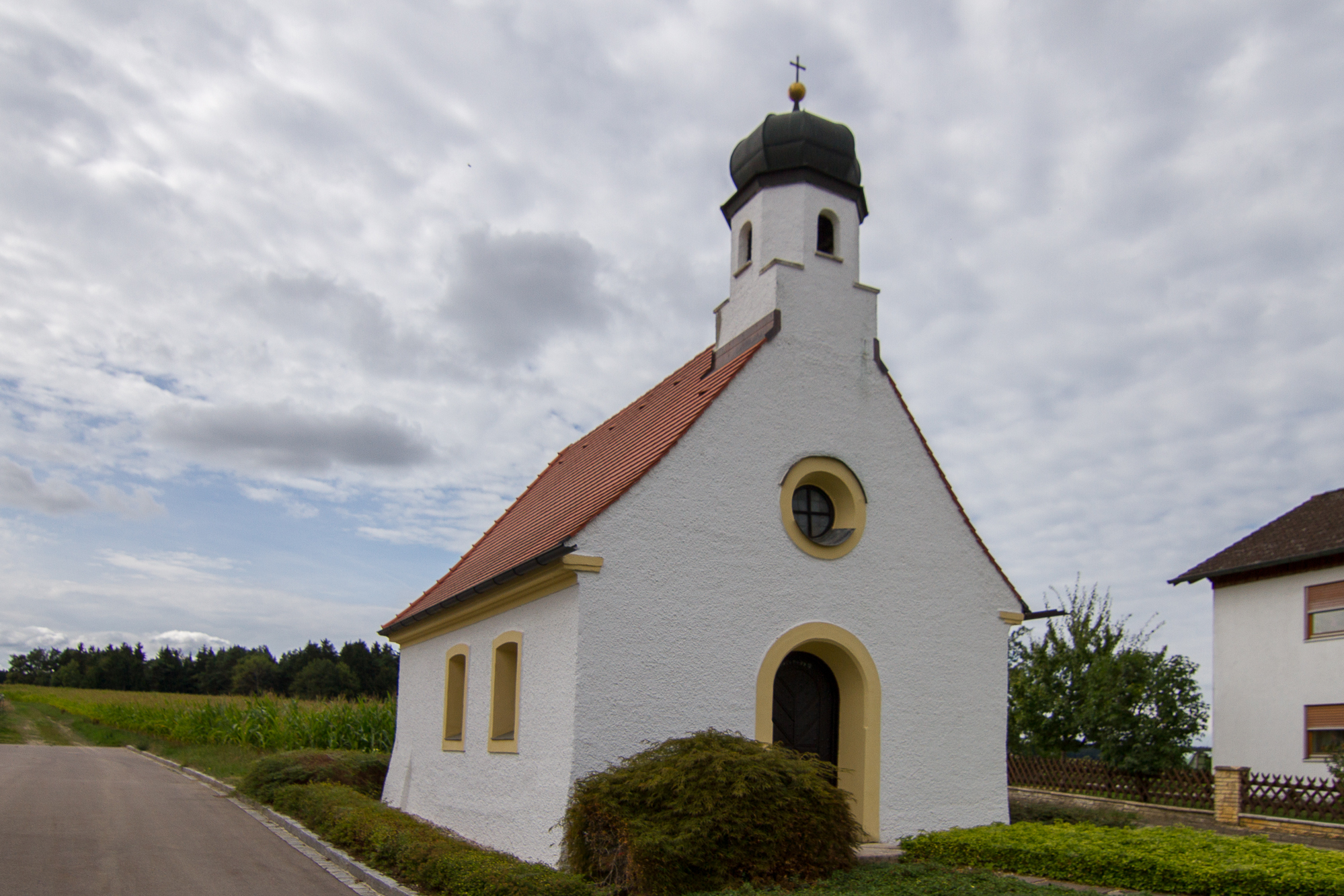
Zu Ehren von Bischof Müller 1948 in Gründholm errichtete Schwedenkapelle

## Ruhestand
Als emeritierter Bischof von Stockholm verbrachte er seinen Lebensabend in seiner bayerischen Heimat und lebte bis zu seinem Tod am 5. April 1965 im Marienheim von Indersdorf. Hierbei trat er der KBStV Rhaetia München als Ehrenmitglied bei. Sein Leichnam wurde 1967 nach Schweden überführt und in der Domkirche St. Erich in Stockholm beigesetzt.